# Siphonogobius
Siphonogobius is een monotypisch geslacht van straalvinnige vissen uit de familie van grondels (Gobiidae).

## Soort
- Siphonogobius nue Shibukawa & Iwata, 1998